# Mikrovlny
Mikrovlny jsou elektromagnetické vlny o frekvenci 300 MHz až 300 GHz, což ve vakuu odpovídá vlnovým délkám 1 m až 1 mm. V elektromagnetickém spektru leží mezi radiovými vlnami a infračerveným zářením. Mají vyšší frekvenci než vlny rádiové, ale nižší než infračervené záření. Často jsou řazeny jako část rádiového spektra s nejvyšší frekvencí. Využívají se zejména v telekomunikačních technologiích. V této oblasti pracují systémy satelitní navigace, pozemní telekomunikace, mobilní komunikace, radarové systémy apod. 
Využívají se také k ohřevu potravin, de facto vody. V mikrovlnných troubách se využívá frekvence 2,45 GHz, což je vlastní frekvence kmitání molekul vody. Dochází k rezonanci, kdy jsou molekuly silně rozkmitány, a to se projeví zvýšením teploty vody (ohřívané potraviny). Využití nacházejí i ve vysoušení knih či tkanin, obrábění materiálů, restaurování uměleckých děl nebo tavení skla. Jsou-li části rádiových vln, zaujímají pásma Ultra high frequency (UHF), Super high frequency (SHF) a Extremely high frequency (EHF).

Tento náčrtek zobrazuje působení mikrovln na molekulu vody.

## Historie
Objev elektromagnetického záření, v jejichž spektru jsou mikrovlny, učinil James Clerk Maxwell v roce 1864 svými rovnicemi. Roku 1888 Heinrich Hertz demonstroval existenci elektromagnetických vln, když vyrobil aparaturu, která produkovala a detekovala mikrovlny v oblasti VKV (velmi krátkých vln). Že mohou mikrovlny sloužit k ohřevu potravin si poprvé všiml Percy Spencer, když vyráběl magnetron pro radar firmě Raytheon a zjistil, že se mu v kapse rozpustila čokoláda.

## Použití

### Mikrovlnná trouba
Mikrovlny o vlnové délce kolem 12 cm mají frekvenci blízkou rezonanční frekvenci některých nesymetrických molekul, hlavně vody. Potraviny obvykle obsahují velké množství vody a navíc mikrovlny nádoby (sklenice, talíře, keramické hrníčky) neohřívají, takže se mikrovlnné trouby staly v domácnostech velice oblíbenými spotřebiči.

### Vysoušení dřeva
Mikrovlnami lze prohřát materiál účinněji než pouhým ohřevem povrchu. Proto jsou využívány k vysoušení různých materiálů, například dřeva.

### Vysoušení knih
Faktu, že mikrovlny ohřívají hlavně vodu, se využívá i při sušení starých knih a listin. Mikrovlny jsou k písemnostem šetrné, vysouší rovnoměrně a ne od okrajů ke středu a navíc rychle. Toho se využívalo například při povodních v roce 2002.

### Hubení domácích škůdců a vysoušení zdiva
Opět se využívá principu, že mikrovlny ohřívají vodu – těla všech živočichů obsahují významné množství vody, takže působení mikrovln je usmrtí a okolní prostředí (dřevěné trámy, zdi) to nijak nepoškodí.

### Přenos informací
Lokální bezdrátové sítě Wi-Fi zajišťující vzájemné bezdrátové propojení přenosných zařízení a připojení k internetu pracují v oblasti mikrovln.
Radioreléové spoje využívají rovněž mikrovlnných frekvencí, dále různá pojítka krátkého dosahu, bezdrátový přenos obrazu a zvuku (pojítka pro kamery, bezdrátové UHF mikrofony, Toslink) sítě mobilních telefonů a další.

### Lékařské aplikace
Mikrovlny mají řadu užití v diagnostice a léčbě pacientů. Mezi terapeutické metody patří mikrovlnná hypertermie a diatermie.

### Mikrovlnné zbraně
Mikrovlny se používají jako zbraně například proti demonstrantům. Koncentrované mikrovlny vyvolávají nepříjemné reakce organismu a mohou způsobit i popáleniny.